# 遠藤幸雄
遠藤 幸雄（えんどう ゆきお、1937年（昭和12年）1月18日 - 2009年（平成21年）3月25日）は、日本の元体操競技選手。日本大学名誉教授。

## 経歴・人物
秋田県秋田市広面字谷内佐渡出身。秋田工業高校から東京教育大学（現筑波大学）卒業。
広面小3年生の時に母親を亡くし、久保田中1年 の冬から養護施設感恩講で育つ。中学2年の時、先生の勧めで体操部に入部し、市内大会では数々の表彰台に上がる。
同じ秋田県出身の小野喬を目標に競技を続け、東京教育大学在学時代から体操競技日本代表選手に選ばれてオリンピック、世界選手権など数々の国際大会に出場した。1964年東京オリンピックでは日本選手としては初めてとなる個人総合優勝を果たした。過去2回のオリンピックに僅差で個人総合優勝を逃していた小野は遠藤の快挙を喜び、個人的に遠藤にトロフィーを贈った。遠藤はこのトロフィーを「永遠の記念品」と述べている（下記外部リンクを参照）。
東京オリンピック個人総合の最終種目となった鞍馬を前に、遠藤は9.00を出せば2位のボリス・シャハリン（ソビエト連邦、ローマ五輪個人総合金メダリスト）が最終種目でたとえ10.00を出しても追いつかない絶対的優位を築いていたが、日本悲願の個人総合優勝のかかる重圧の中、会場が凍りつく落下寸前の演技の止まるミスを連発、長い協議の末9.10をマーク。ソ連の執拗な採点に対する抗議も覆らず、遂に日本に個人総合の金メダルをもたらした。この功績を基にドイツから託された「最も高い成績を残した選手に」と第1回アテネオリンピックの優勝メダルが与えられたが、後にそれは秩父宮スポーツ博物館に寄贈された。以後、このメダルは盗難に遭い、現在も取り戻されてはいない。
東京教育大学卒業後、日本大学に就職し、助手になる。
引退後、1972年ミュンヘンオリンピックでチームリーダーを務めるなど、指導者としても活躍の場を広げた。また日本体操協会では専務理事、副会長を経て協会顧問を務めていた。1999年に国際体操殿堂入り。
長男の遠藤幸一も父と同じ体操選手となり、日本体操協会常務理事を務めている。
日本オリンピック委員会理事も歴任。元日本大学文理学部教授。
1996年に紫綬褒章、2008年には旭日中綬章をそれぞれ受章した。
2009年3月25日、食道がんのため逝去。72歳没。養護施設への寄付を最期まで続けていた。

## 成績
- 1960年 全日本選手権 種目別あん馬優勝
- 1960年8月 ローマオリンピック 男子団体総合金メダル[6]（日本初の男子団体総合金メダル）
- 1962年 全日本選手権 個人総合、ゆか、つり輪、跳馬、鉄棒優勝
- 1962年 世界選手権（チェコ・プラハ） 団体、ゆか優勝、個人総合、つり輪、鉄棒2位、跳馬、平行棒3位
- 1963年 NHK杯個人総合 優勝
- 1963年 全日本選手権 個人総合、ゆか、つり輪、跳馬優勝
- 1964年 NHK杯個人総合 優勝
- 1964年 全日本選手権 個人総合、ゆか、あん馬、跳馬、平行棒、鉄棒優勝
- 1964年10月 東京オリンピック 男子個人総合、団体総合、種目別平行棒金メダル、種目別ゆか銀メダル
- 1965年 NHK杯個人総合 優勝
- 1965年 全日本選手権 個人総合、ゆか、跳馬、鉄棒優勝
- 1966年 NHK杯個人総合 優勝
- 1966年 世界選手権（ドイツ・ドルトムント）団体総合金メダル、個人総合7位、ゆか、鉄棒銀メダル、跳馬4位
- 1968年10月 メキシコシティーオリンピック 男子団体総合金メダル、種目別跳馬銀メダル

## 関連項目

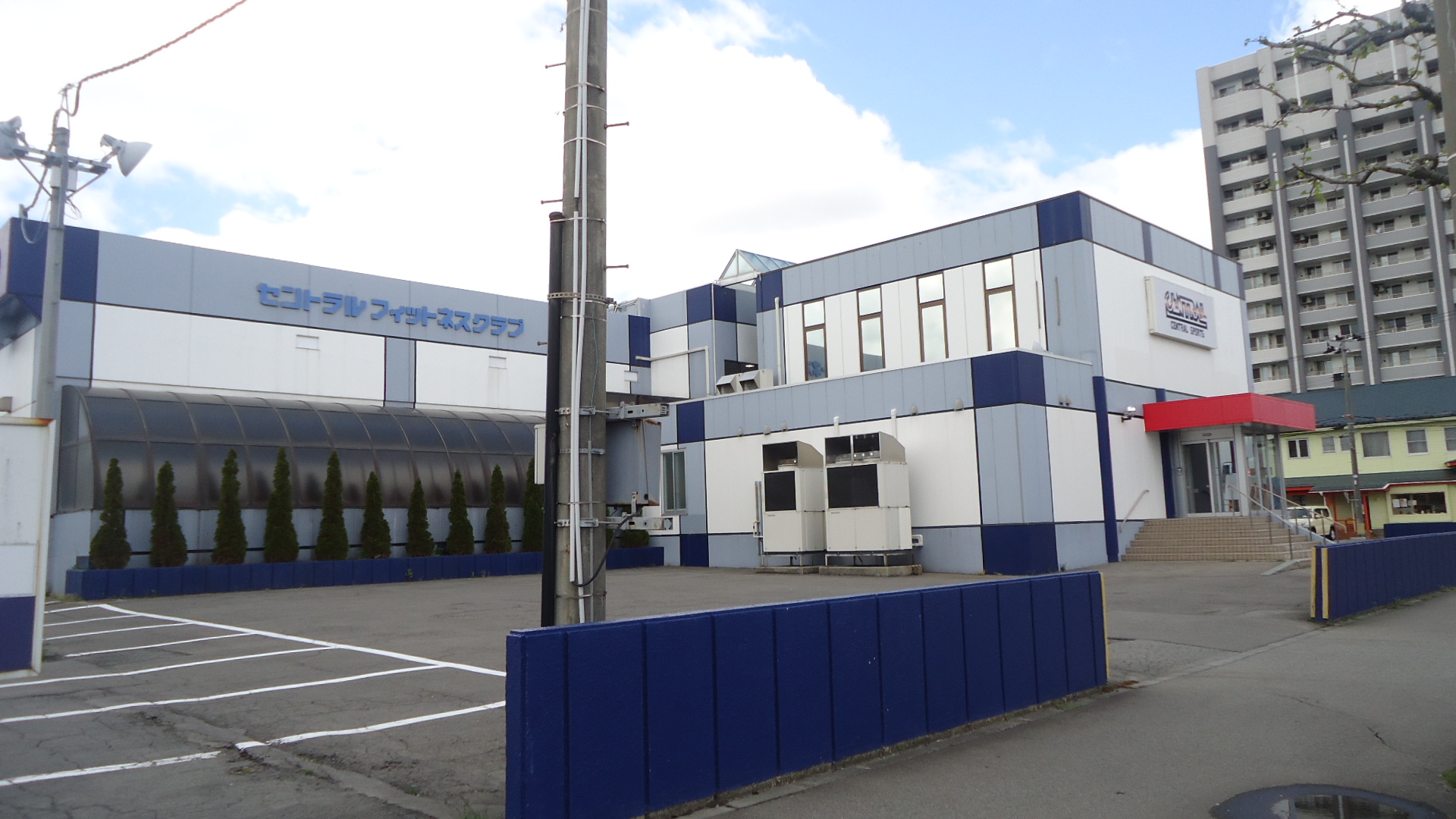
セントラルスポーツ広面